# Flottille 12F
La flottille 12F est une unité de combat de l'Aéronautique navale française créée le 1er août 1948. Sa mission principale est la chasse/interception. Toujours active, c'est la première unité aérienne au monde à avoir été équipée de Dassault Rafale, aujourd'hui au nombre de 14 en ligne. La flottille 12F et sa sœur la flottille 11F, aussi opérationnelle sur Rafale, sont les seules unités aéronavales au monde à mettre en œuvre une capacité d'attaque nucléaire dans le cadre de la composante Force Aéronavale Nucléaire (FANu) des forces nucléaires françaises. Suresnes est la ville marraine de la flottille 12F depuis le 14 septembre 2022.

## Historique

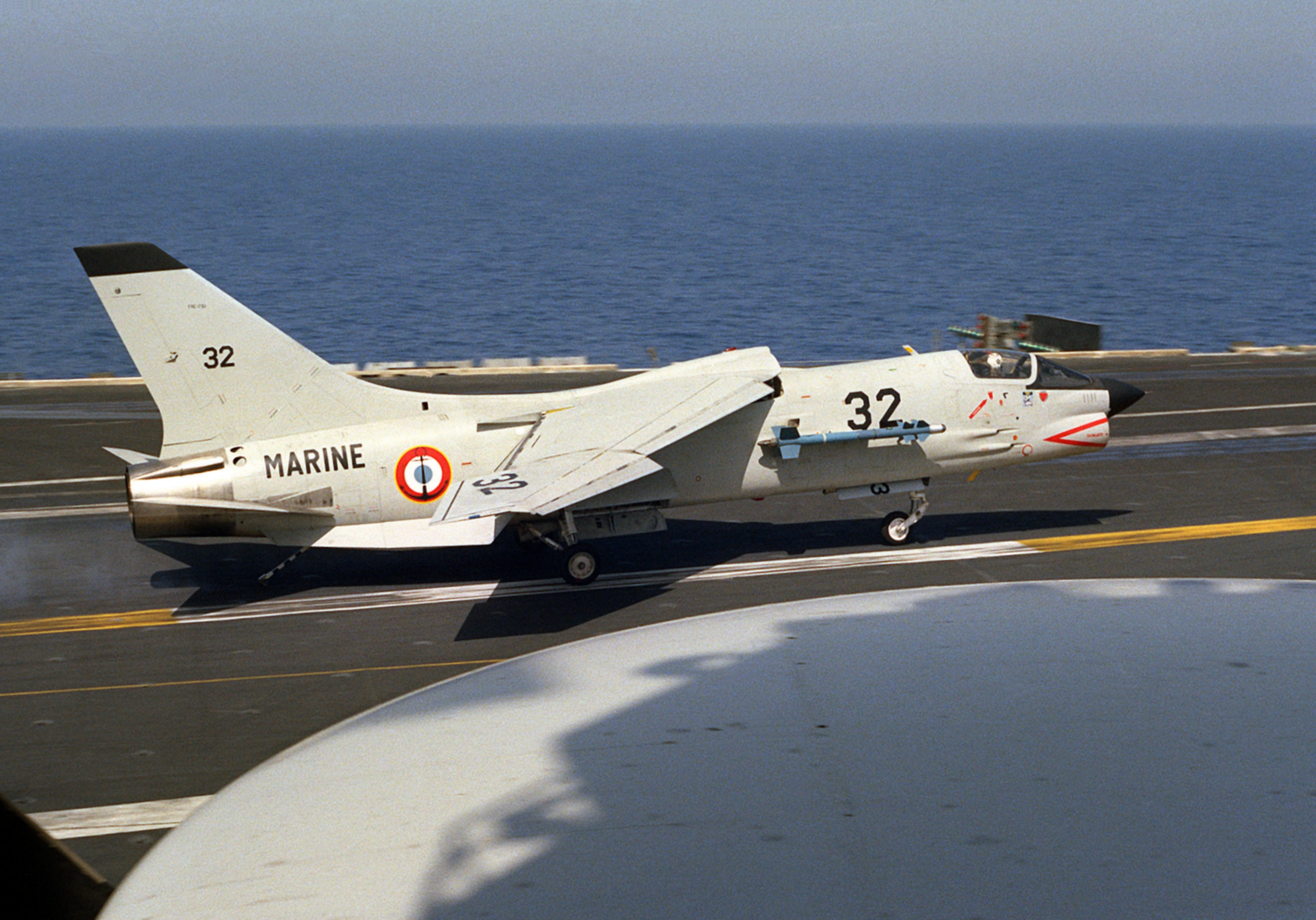
Le Vought F-8(FN) Crusader N° 32, ici en 1983, sera l'un des 12 derniers Crusader en ligne dans la 12F en 1999.

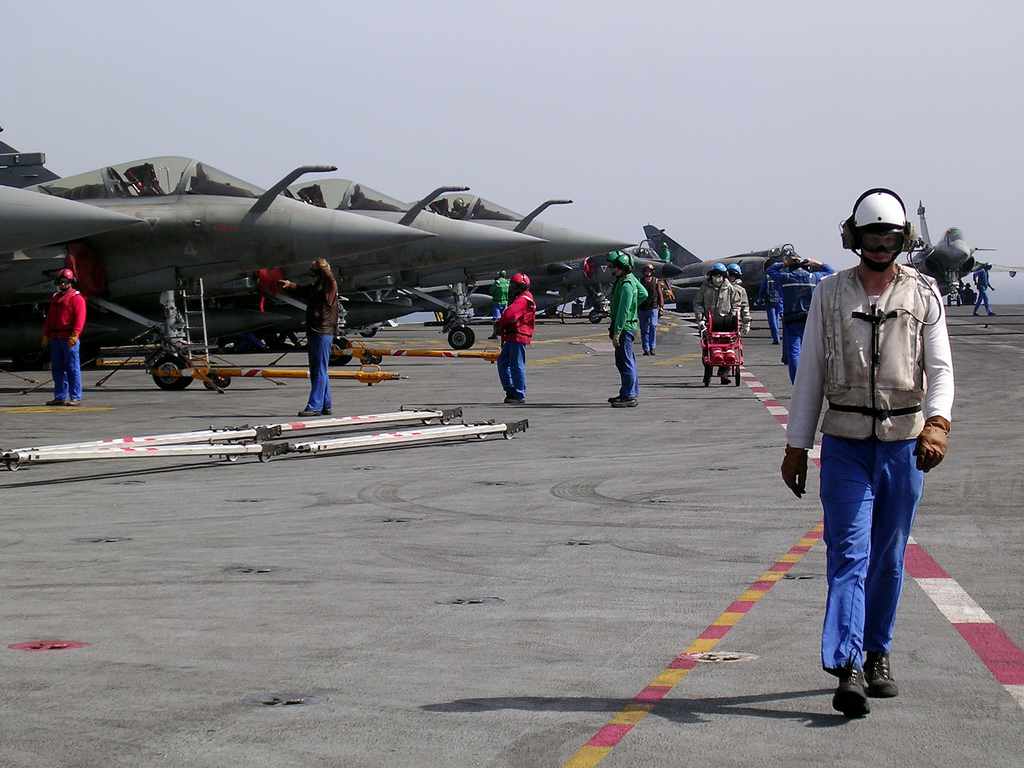
Les Rafale de la 12F sur le pont du Charles de Gaulle

La flottille 12F est créée le 1er août 1948 sur la BAN Hyères Le Palyvestre. Elle est équipée de Supermarine Seafire puis de Grumman F6F Hellcat, et engagée en Indochine entre septembre 1952 et juin 1953. Après avoir été transformée sur Chance Vought F4U-7 Corsair, elle retournera en Indochine quelques mois en 1955, puis participe aux opérations en Algérie française à partir de mai 1956. Durant la guerre d'Algérie, elle est engagée entre autres le 8 février 1958 au bombardement de Sakiet Sidi Youssef en Tunisie. elle perd plusieurs appareils accidentellement, ainsi que, le 30 août 1957, le seul Corsair abattu par l'ennemi.
Notons une expérimentation au début de l'année 1959, quelques Corsair ont été armés de SS 11. Le missile était guidé depuis l'avion. Le pilote tirait alors à deux kilomètres environ de la cible, à basse altitude. Il lui fallait diriger l'engin à l'aide d'un petit manche, de la main droite, et continuer à piloter l'avion de la main gauche. Malgré de très bons résultats, cet armement ne fut jamais déployé en Algérie.
Dissoute le 1er août 1963, la 12F est réarmée le 15 octobre 1964 sur la BAN Lann-Bihoué et équipée de Vought F-8(FN) Crusader (qu'elle conservera pas moins de 34 ans). La flottille s'installe sur la BAN Landivisiau en août 1968 et participe à diverses opérations extérieures, notamment lors de l'indépendance de Djibouti, au Liban et en soutien de la FORPRONU en ex-Yougoslavie.
La 12F est à nouveau dissoute le 15 décembre 1999, lors du retrait des 12 derniers Crusader, puis réactivée le 18 mai 2001 pour recevoir les premiers Rafale livrés à aviation navale française. La flottille opérera dès 2001 sur le porte-avions nucléaire Charles-de-Gaulle lors de l’opération Héraclès en océan indien, elle sera déclarée opérationnelle sur cet avion le 25 juin 2004, après trois ans d'expérimentation et de mise au point. Les Rafale de la 12F ont participé à des missions d'appui aérien rapproché en Afghanistan à partir de mars 2007, effectuant le premier largage réel de bombes par cet avion quelques jours plus tard.
En octobre 2017, quatre Dassault Rafale M des flottilles 11F et 12F, sont envoyés sur la base aérienne projetée (BAP) Prince-Hassan en Jordanie, dans le cadre de l'opération Chammal.

## Bases
- BAN Hyères Le Palyvestre (août 1948-août 1953)
- BAN Karouba (août 1953-novembre 1953)
- BAN Hyères Le Palyvestre (novembre 1953-mars 1955)
- porte-avions La Fayette (avril 1955-mai 1955)
- porte-avions Bois-Belleau (juin 1955-décembre 1955)
- BAN Karouba (décembre 1955-juillet 1963)
- BAN Lann-Bihoué (octobre 1964-juillet 1968)
- BAN Landivisiau (août 1968-décembre 1999)
- Base aérienne 125 Istres-Le Tubé (juin 2000-décembre 2000)
- BAN Landivisiau (depuis décembre 2000)
- porte-avions nucléaire Charles-de-Gaulle (depuis 2001)

## Appareils
- Supermarine Seafire (d'août 1948 à mars 1950)
- Grumman F6F Hellcat (d'avril 1950 à juin 1953)

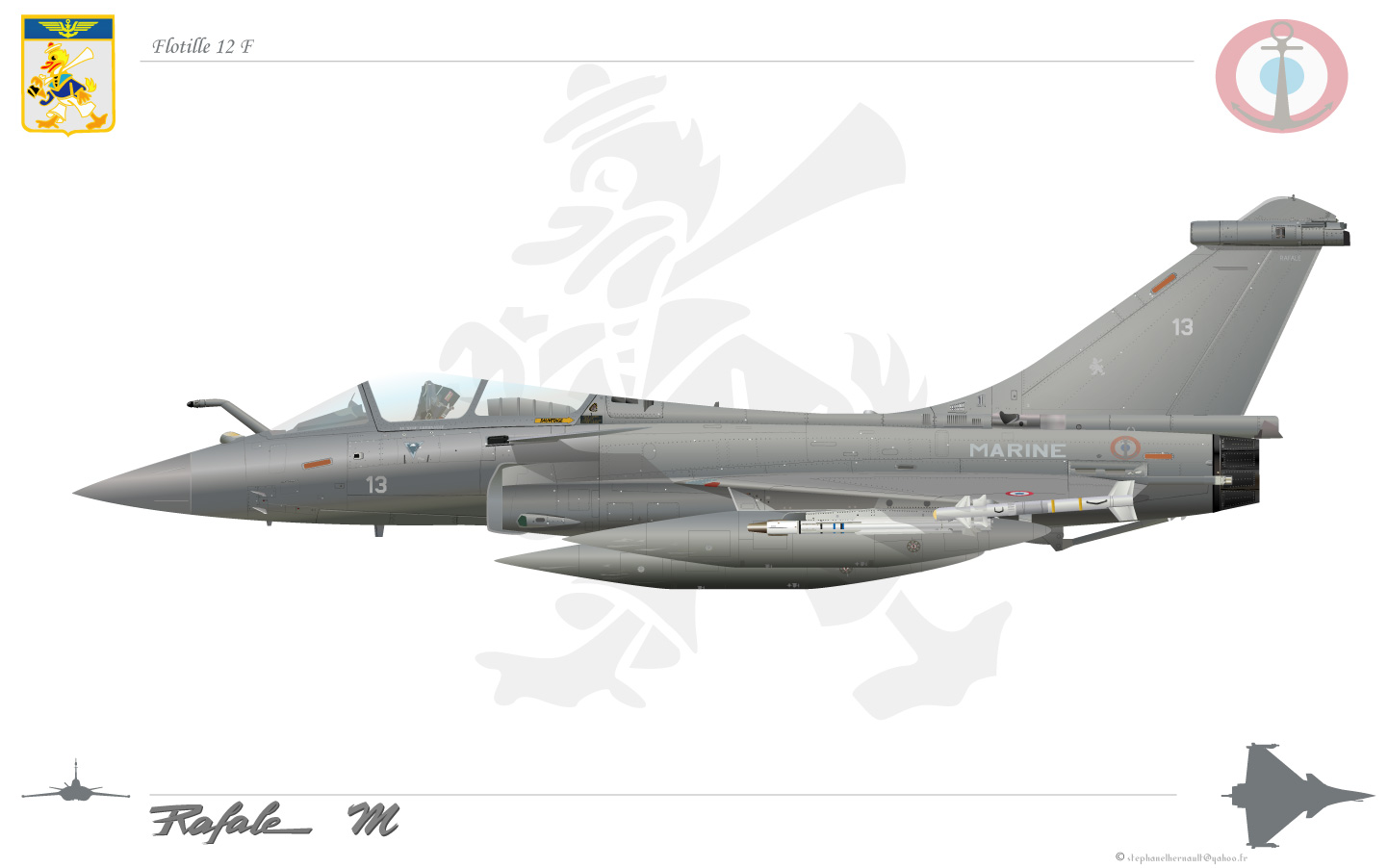
Un Rafale aux couleurs de la flottille 12F

- Chance Vought F4U-7 Corsair (de juin 1953 à août 1963)
- Vought F-8(FN) Crusader (de mars 1965 à décembre 1999)
- Dassault Rafale (depuis mai 2001)

## Fanion
Le 11 novembre 2011, son fanion est décoré de la croix de la valeur militaire avec une palme pour sa participation aux opérations Licorne (Côte d'Ivoire) et Pamir (Afghanistan).